# حسین‌قلی علی‌اف
حسین‌قلی علی‌اف (ترکی آذربایجانی: Hüseynqulu Əli oğlu Əliyev; ۳ فوریهٔ ۱۹۴۹ –) نقاش، مجسمه‌ساز و نقاش خلق آذربایجان است.

## زندگی‌نامه
حسین‌قلی علی‌اف ۳ فوریه سال ۱۹۴۹ روستای بیست شهرستان اردوباد در جمهوری خودمختار نخجوان زاده شد. در میان سالهای ۱۹۷۱ تا ۱۹۷۵ در مدرسه نقاشی عظیم عظیم‌زاده درس خواند. حسین‌قلی علی‌اف دانش‌آموخته رشته هنر کاربردی از دانشگاه دولتی فرهنگ و هنر آذربایجان (۱۹۷۷–۱۹۸۲) است.
حسین‌قلی علی‌اف در بین سال‌های ۱۹۸۲ الی ۱۹۸۸ در نگارخانه دولتی هنر نخجوان مشغول به کار شد. از سال ۱۹۸۸ به عنوان نفاش ارشد در تئاتر دولتی درام موزیکال نخجوان فعالیت می‌کند. در سال ۱۹۸۶ به عضویت اتحادیه نقاشان آذربایجان درآمده است. هم‌اکنون رئیس یکی از دانشکده‌های دانشگاه دولتی نخجوان است.

## جوایز
- نقاش افتخاری جمهوری خودمختار سوسیالیستی نخجوان شوروی- ۱۹۸۸
- نقاش افتخاری آذربایجان- ۹ اکتبر سال ۱۹۹۹
- نقاش خلق جمهوری آذربایجان- ۲۰ مه ۲۰۰۲[۳]